# Le Peuplier Military Cemetery
Le cimetière « Le Peuplier Military Cemetery » est un cimetière de la Première Guerre mondiale situé à Caëstre (Nord).

## Histoire
Ce cimetière a été utilisé par les unités de combat du mois de mai au mois d'août 1918 lors de l'offensive allemande du printemps 1918.

## Victimes
| Pays        | Victimes |
| ----------- | -------- |
| Royaume-Uni | 61       |
| Australie   | 45       |
| Total       | 106      |

## Coordonnées GPS
50° 45′ 09″ nord, 2° 34′ 40″ est